# Liniový vlakový zabezpečovač LS

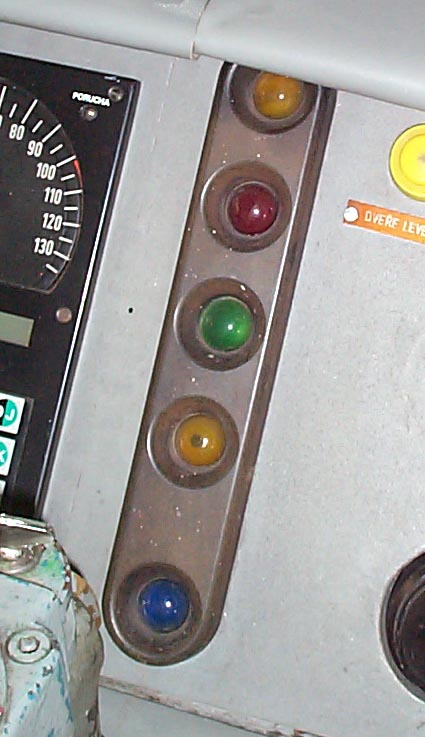
Návěstní opakovač zabezpečovače LS II

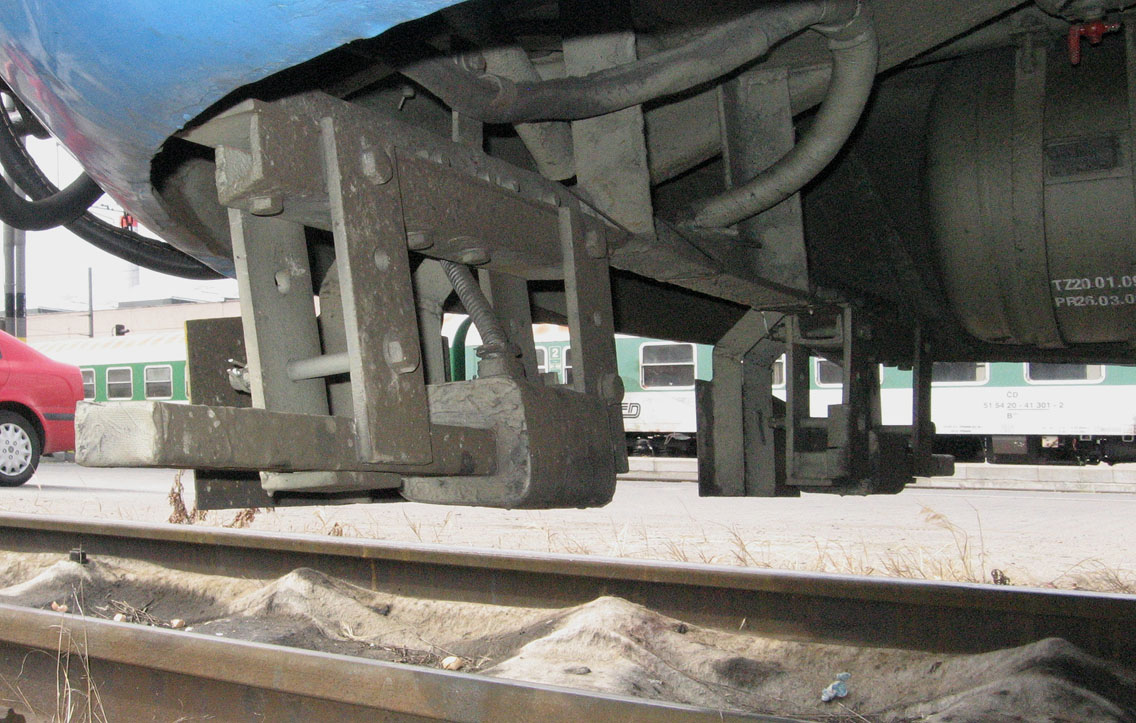
Snímače kódu zabezpečovače LS II na jednotce ř. 451

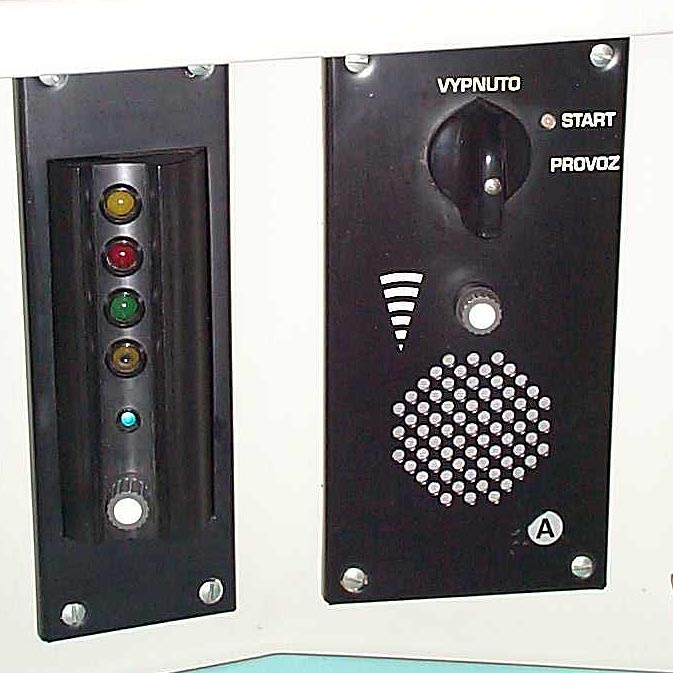
Návěstní opakovač a ovládací jednotka zabezpečovače LS 90

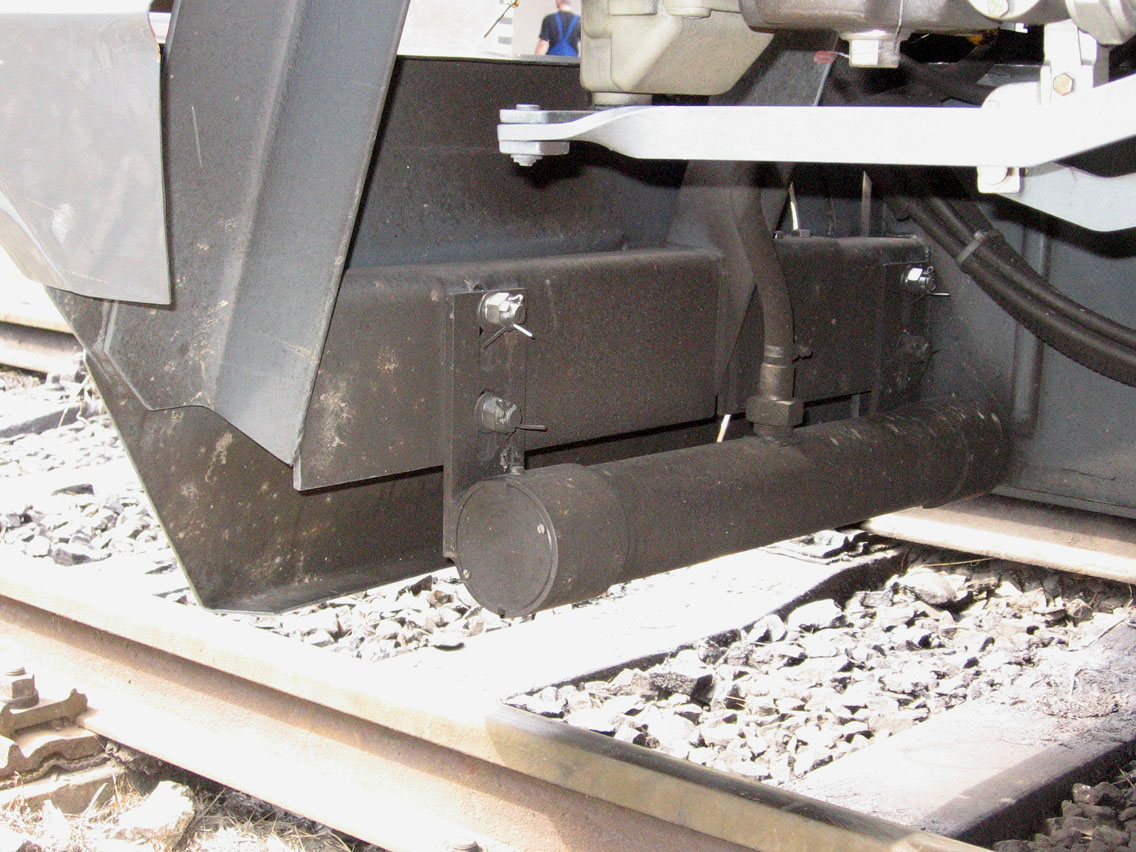
Snímač zabezpečovače LS 90 na ř. 471

Liniový vlakový zabezpečovač LS je československý vlakový zabezpečovač umožňující přenos čtyř návěstních znaků na stanoviště strojvedoucího. Jeho funkce je sloučena s funkcí kontroly bdělosti strojvedoucího.

## Historie
Tento zabezpečovač začaly zavádět Československé státní dráhy počátkem šedesátých let 20. století. Traťová část byla zřizována na elektrifikovaných tratích jako součást autobloku. Zařízení bylo postupně inovováno, jednotlivé verze se dodávaly pod označením LS II, LS III a LS IV.
V 80. letech se ČSD rozhodly vozidlovou část zcela přepracovat, aby odpovídala úrovni soudobé techniky. Výsledkem byl zabezpečovač LS 90, který byl zaváděn od počátku 90. let. Traťová část, princip činnosti a počet přenášených znaků zůstaly zachovány.
Zároveň byla v roce 1989 vyzkoušena spolupráce s bodovým zabezpečovacím systémem firmy Ericsson, což by v případě zavedení umožnilo nahradit kontrolu bdělosti strojvedoucího kontrolou rychlosti vlaku. Jelikož se však v té samé době objevily první úvahy o jednotném evropském zabezpečovači - ETCS, jehož koncepce v zásadě odpovídala stanoveným cílům, bylo rozhodnuto připojit se k vývoji tohoto zařízení. V současnosti je vybaveno přenosem kódu asi 1500 km tratí v České republice a 554 km tratí na Slovensku a většina hnacích vozidel.

## Princip činnosti
Zařízení LS se skládá z traťové a vozidlové části.  Traťovou část tvoří obvod tvořený kodérem (zpočátku mechanickým, později elektronickým), který se nachází obvykle v úrovni návěstidla a vysílá kód vzájemně izolovanými kolejnicemi proti vozidlu. Tento proud se uzavírá přes první dvojkolí železničního vozidla. Základní frekvence používaná u stejnosměrné trakční napájecí soustavy byla 50 Hz, u střídavé 75 Hz, ale existovaly i výjimky. V současnosti se nově zřizují pouze obvody 75 Hz či 275 Hz. Tato frekvence je prostřednictvím kodéru modulována obdélníkovými impulsy následujících opakovacích frekvencí:
- 0,9 Hz pro červené světlo
- 1,8 Hz pro žluté mezikruží
- 3,6 Hz pro žluté světlo
- 5,4 Hz pro zelené světlo

Vozidlo je na spodku před první nápravou opatřeno cívkami snímačů kódu. Kód je vyhodnocován a převáděn na návěstní opakovač. Význam jednotlivých světel (návěstí) je následující:
- Červené: Následující návěstidlo v poloze stůj. Pokud červená bliká, což je zařízeno přerušováním kódu, je na následujícím návěstidle návěst opakovaná výstraha. Návěstidlo zakazující jízdu je pak za tímto návěstidlem ve vzdálenosti menší než zábrzdná vzdálenost.
- Žluté mezikruží: Následující návěstidlo nařizuje jet sníženou rychlostí.
- Žluté: Vlak se blíží k návěstidlu v poloze výstraha nebo očekávej rychlost xx km/h.
- Zelené: Na následujícím návěstidle je návěst volno.
- Modré: Nevyžaduje se potvrzení bdělosti strojvedoucího, tzn. od posledního stisknutí tlačítka bdělosti ještě neuplynul stanovený čas, je zabrzděno přídavnou brzdou nebo je VZ v režimu postrk. Kromě posledního případu svítí modrá současně s návěstí dle přenášeného kódu.

Traťová část je obvykle využívána též pro detekci přítomnosti vlaku v úseku. V takovém případě se přivádí mezi kolejnice signalizační napětí například na 75 Hz přes stykový transformátor na začátku úseku a stykovým transformátorem na konci úseku se detekuje. Když napětí zmizí, úsek se detekuje jako obsazený, ať už k tomu došlo shuntováním (propojením) kolejnic nápravou projíždějícího vlaku, lomem kolejnice v úseku nebo jinou poruchou signalizačního zařízení. Tím se zajišťuje bezpečnost.  Po zkušenostech, kdy vlak v úseku zastavil a například podsypáním kol pískem při brzdění ztratil kontakt s kolejnicemi, takže se úsek jevil jako volný, vyjel tam další vlak a došlo ke srážce, se úsek detekuje jako obsazený až do okamžiku, kdy se vlak objeví v dalším úseku. Když vlak vjede do úseku, místo detekce na 75 Hz se připojí signalizace například na 275 Hz, která už obsahuje kódování stavu viz výše. V případě obousměrných úseků se kódování provádí ze strany kam vlak jede, neboť přijímací cívky jsou před přední nápravou.

## Obsluha
Strojvedoucí je povinen před jízdou vlaku zapnout zařízení vlakového zabezpečovače, je-li jím vozidlo vybaveno. V případě jízdy po nekódované trati musí periodicky (po 13 až 22 s, u LS90 po 20 s) obsluhovat tlačítko bdělosti. Při jízdě po kódované trati musí periodicky obsluhovat tlačítko bdělosti pouze při červeném světle nebo žlutém mezikruží (při žlutém mezikruží jen u LS II, III a IV). Pokud nestiskne příslušné tlačítko v daném intervalu, ozve se houkačka a, pokud ani poté nezareaguje, dojde k samočinnému zabrzdění vlaku. Obsluha tlačítka není vyžadována při zabrzdění přídavnou brzdou.

## Změny
V souvislosti se zvyšováním rychlosti vlaků nad 120 km/h dochází k rozložení zábrzdné vzdálenosti do dvou oddílů. S tím souvisí některé změny funkce. V případě návěsti výstraha a rychlosti nad 120 km/h je vyžadována obsluha tlačítka bdělosti. Pokud je rychlost 120 km/h a nižší, strojvedoucí musí tlačítko obsloužit pouze jednou při změně kódu. Aby strojvedoucí neupadal do stereotypu, byla přidána funkce houkačky při stisknutí tlačítka bdělosti v době, kdy to není vyžadováno - při svícení modrého nebo zeleného světla, při svícení žlutého a rychlosti do 120 km/h.

### PAKS
Poloautomatická kontrola strojvedoucího. Zavádění a rušení tohoto zařízení bylo v 90. letech krátkou epizodou v provozu vlakového zabezpečovače. Vzniklo na základě iniciativy pracovníků dep Nymburk a Česká Třebová. Zařízení snímalo rychlost vozidla z vlastního snímače otáček umístěného na nápravě. V případě přenosu kódu červeného světla byla odměřována vzdálenost, po ujetí cca 800 m nesměla být rychlost vyšší, než 30 km/h, jinak došlo k zabrzdění vlaku. Potíž spočívala především u osobních vlaků v délce úseků mezi vjezdovým návěstidlem a pravidelným místem zastavení, které často byly mnohem delší, než 1000 m zábrzdné vzdálenosti, kterou zařízení sledovalo, takže docházelo ke zbytečnému zdržování dopravy. Nicméně toto zařízení nezaniklo zcela bez užitku - snímač otáček a převodník kódů jsou využity v elektronických rychloměrech firmy Metra.

## Zhodnocení
Vlakový zabezpečovač LS přinesl bezpochyby zvýšení bezpečnosti železničního provozu, avšak pouze na malé části sítě ČSD. Jeho sloučení s kontrolou bdělosti strojvedoucího však mělo za následek jeho znehodnocení. Pokud strojvedoucí pravidelně obsluhuje tlačítko bdělosti, nemá zařízení žádný vliv na jízdu vlaku. Doplnění o bodový přenos návěstí by bylo žádoucí, ale vzhledem k zavádění ETCS (zmiňovanému v úvodu) byla tato cesta opuštěna.

## Vývoj liniových zabezpečovačů u cizích železnic a v ČR

### Slovensko
Na Slovensku byl vyvinut vlakový zabezpečovač MIREL (vozidlová část), který využívá kódů zabezpečovače LS, avšak navíc generuje brzdnou křivku vycházeje z uvažované délky oddílů 1000 m. V případě delšího oddílu může strojvedoucí obsluhou zařízení umožnit překročení brzdné křivky.

### Itálie
Italský liniový zabezpečovač RS4 Codici, který umožňuje přenos 4 kódů, byl doplněn dalším kódováním na frekvenci 275 Hz. Doplňující kódy jsou v souladu se základním kódováním, pouze upřesňují informaci. Tento systém se označuje Blocco Automatico a Correnti Codificate (BACC). Vozidla i tratě obou systémů jsou vzájemně kompatibilní. Dalším krokem je osazení hlavních tratí balízami ETCS, které slouží k přenosu informací o trati, zatímco návěsti přenáší původní systém. Tento zabezpečovač je označen SCMT.

### Rusko
Sovětský liniový zabezpečovač ALSN byl na Okťabrské dráze v 80. letech doplněn druhou frekvencí 175 Hz k přenosu doplňujících kódů, jako v případě BACC. Dalším krokem byl vývoj zcela nové vozidlové části schopné spolupracovat se stávajícími traťovými částmi dosavadních zabezpečovačů, s mapami tratí v paměti na vozidle a se satelitní navigací - KLUB-U. Satelitní navigace umožňuje modelovat brzdové křivky k návěstidlům.

### Česko
Nový typ zařízení LS06 pracující stejným způsobem, jako předchozí zabezpečovače LS, umožňuje využití jako STM ETCS na tratích s liniovým přenosem kódu.